# Henry Ashley
Henry Ashley (* 19. Februar 1778 in Winchester, New Hampshire; † 14. Januar 1829 in Catskill, New York) war ein US-amerikanischer Jurist und Politiker. Zwischen 1825 und 1827 vertrat er den Bundesstaat New York im US-Repräsentantenhaus.

## Werdegang
Henry Ashley wurde während des Unabhängigkeitskrieges in Winchester geboren. Er besuchte Gemeinschaftsschulen. 1811 arbeitete er als Büroangestellter (clerk) in der Village von Winchester. Ashley war 1817 als Friedensrichter tätig und später als Hersteller von Leder in Catskill im Greene County. 1825 hatte er den Vorsitz der Tanners’ Association. Politisch gehörte er der Jacksonian-Fraktion an.
Bei den Kongresswahlen des Jahres 1824 für den 19. Kongress wurde Ashley im elften Wahlbezirk von New York in das US-Repräsentantenhaus in Washington, D.C. gewählt, wo er am 4. März 1825 die Nachfolge von Charles A. Foote antrat. Da er auf eine erneute Kandidatur im Jahr 1826 verzichtete, schied er nach dem 3. März 1827 aus dem Kongress aus.
Nach seiner Kongresszeit nahm er wieder seine früheren Geschäftsaktivitäten auf. 1828 war er Präsident im Board of Trustees der Village von Catskill sowie Trustee an der Apprentices’ Library. Er starb am 14. Januar 1829 in Catskill und wurde auf dem Thomson Street Cemetery beigesetzt.